# Vitalij Parahnevič
Vitalij Parahnevič, tadžikistanski nogometaš, * 4. maj 1969.
Za tadžikistansko reprezentanco je odigral eno uradno tekmo.